# Theofilantropie

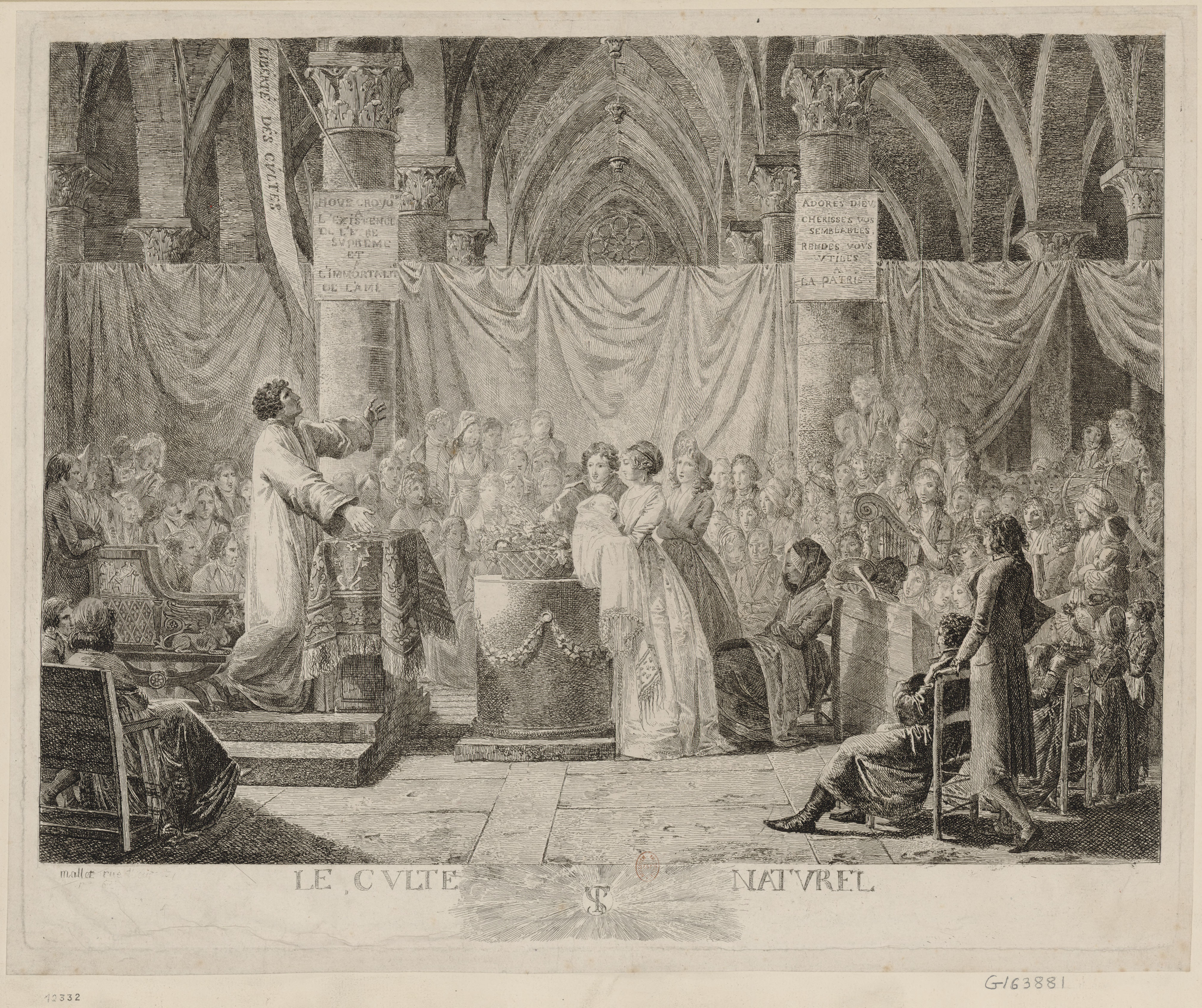
Setkání theofilantropů

Theofilantropie (francouzsky Théophilanthropie) bylo občanské náboženství během Velké francouzské revoluce, které mělo spolu s dalšími revolučními kulty nahradit křesťanství a především katolictví. Theofilantropie vznikla v pozdní fázi Revoluce a její rozšíření bylo jen omezené.

## Charakteristika
Theofilantropie sama sebe definovala, jak již její název říká, jako lásku k Bohu a člověku, který byl podle ní základem veškeré civilizace. Deistický kult uznával Nejvyšší bytost a nesmrtelnost duše, ale zakazoval veškerou další metafyzickou nebo teologickou diskusi. Kult byl částečně ovlivněn zednářstvím. Kultovní projevy byly velmi jednoduché, mnohem důležitější byly morálně-společenské nároky a požadavky. Tak jako Kult Rozumu i theofilantropie viděla svět jako strukturu tvořenou jednoznačnými zákony.

## Historie

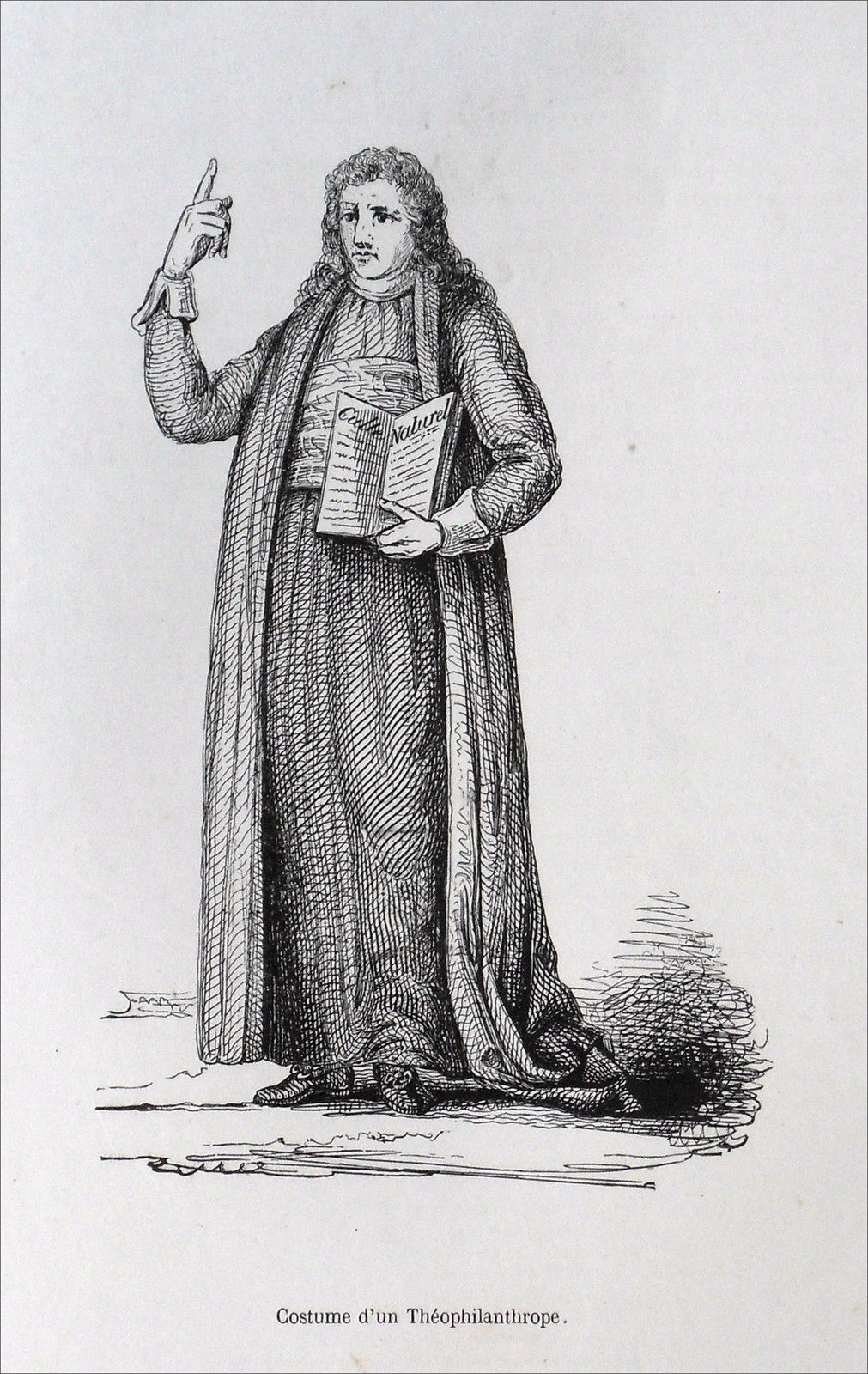
Oděv teofilantropa, ocelorytina z 19. století

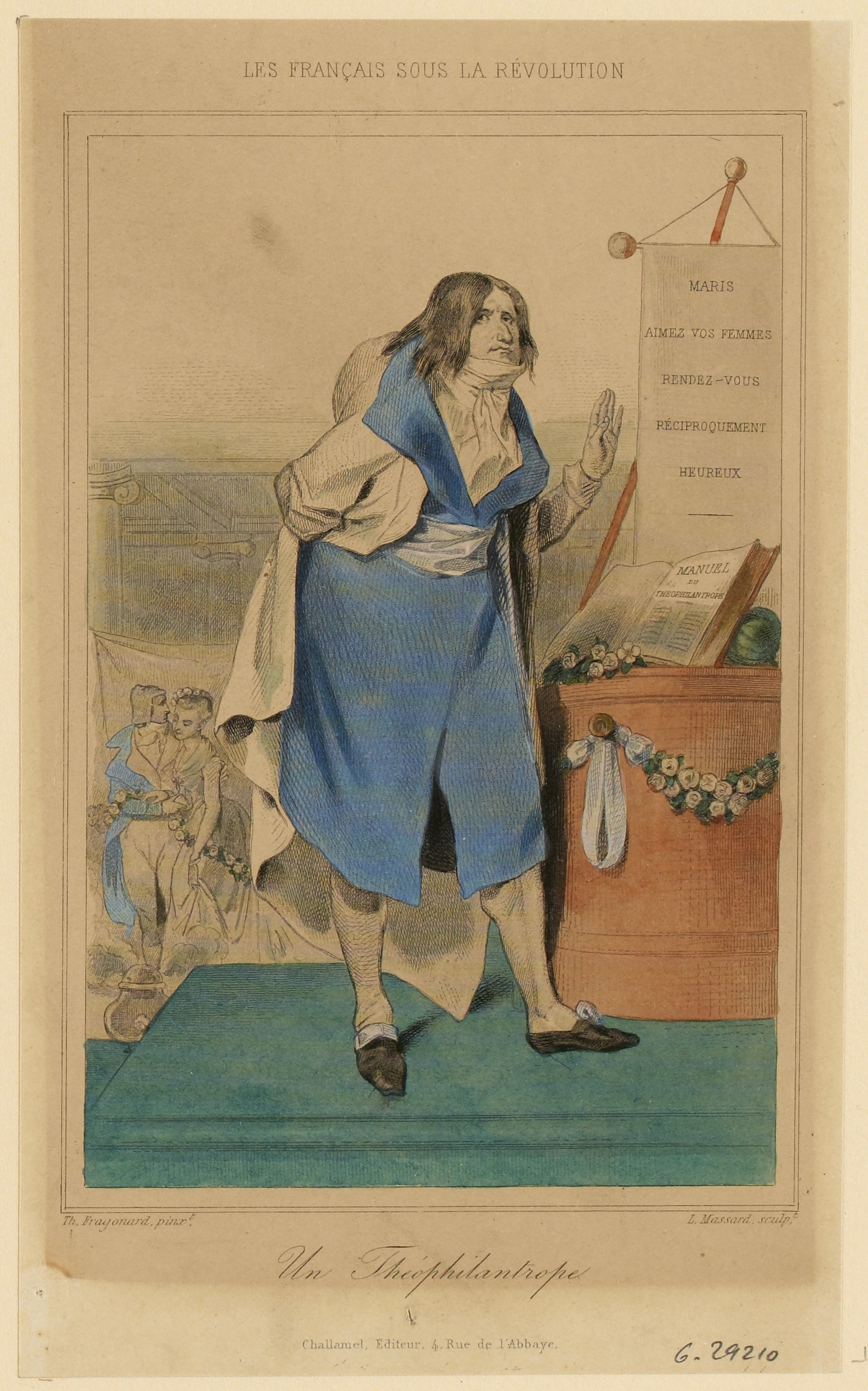
Theofilantrop v díle Francouzi za revoluce A. Challamela a W. Téninta, 1843

Theofilantropie se objevila poprvé v říjnu 1796 nejprve pod názvem theoantropofilie v tištěné příručce o obsahu a významu kultu. Autorem byl knihkupec Jean-Baptiste Chemin-Dupontès, který již v prosinci 1796 zveřejnil druhou velmi podobnou příručku s názvem Manuel des théophilanthropes (Příručka theofilantropů). Chemin-Dupontès a učitel nevidomých Valentin Haüy zorganizovali první veřejný obřad v lednu 1797. Kult dosáhl pod novým názvem určitého rozšíření v Paříži a několika provinčních městech. Mezi převážně buržoazní přívržence patřil i Louis-Marie de La Révellière-Lépeaux, který jakožto člen Direktoria theofilantropii podporoval. Když byl La Révellière-Lépeaux v červnu 1799 nucen z Direktoria odejít, ztratil kult do velké míry podporu veřejných představitelů. Na základě konkordátu z roku 1801 mezi Napoleonem Bonapartem a Svatým stolcem zakázaly úřady theofilantropické schůze ve veřejných budovách. V roce 1803 definitivně zakázal kult prefekt departementu Seine.